# Barry Fitzgerald
Barry Fitzgerald (Dublín, 10 de març de 1888 - Dublín, 14 de gener de 1961) va ser un actor irlandès. Nascut William Joseph Shields va a l'Abbey Theatre, i va treballar sobretot a l'obra de Sean O'Casey  Juno and the Paycock, un paper que va interpretar a la pel·lícula del mateix nom d'Alfred Hitchcock.
Fitzgerald es trasllada a Hollywood per participar en una altra obra d'O'Casey, The Plough and the Stars, dirigida per John Ford. Va fer llavors carrera, treballant en pel·lícules com El retorn a casa, The Plough and the Stars, And Then There Were None i The Quiet Man. És l'únic actor fins ara que ha estat nominat a la vegada per a l'Oscar al millor actor i pel del millor actor en un segon paper per al mateix paper, a la pel·lícula de 1944: Going My Way. Va guanyar el segon.
Dues estrelles que porten el seu nom es troben al Passeig de la Fama de Hollywood, l'una per a la televisió, l'altre pel cinema.
És el germà de l'actor Arthur Shields (al costat del qual actua diverses vegades al teatre com al cinema).

## Filmografia
- 1924: Land of Her Fathers
- 1930: Juno and the Paycock: l'orador
- 1936: When Knights Were Bold
- 1936: The Plough and the Stars: Fluther Good
- 1937: Ebb Tide: Huish
- 1938: Quina fera de nena! (Bringing Up Baby): Mr. Gogarty
- 1938: Four Men and a Prayer: Trooper Mulcahay
- 1938: Maria Antonieta (Marie Antoinette): Peddler
- 1938: The Dawn Patrol: Bott
- 1939: El transatlàntic del Pacífic (Pacific Liner): Britches Webley
- 1939: The Saint Strikes Back: Zipper Dyson
- 1939: Confessió completa (Full Confession): Michael O'Keefe
- 1940: El retorn a casa (The Long Voyage Home): Cocky
- 1940: San Francisco Docks: The Icky
- 1941: The Sea Wolf: Cooky
- 1941: Que verda era la meva vall (How Green Was My Valley): Cyfartha
- 1941: Tarzan's Secret Treasure: O'Doul
- 1943: The Amazing Mrs. Holliday: Timothy Blake
- 1943: Two Tickets to London: Capità McCardle
- 1943: Corvette K-225: Stooky O'Meara
- 1944: Going My Way: Father Fitzgibbon
- 1944: I Love a Soldier: Murphy
- 1944: Un cor en perill (None but the Lonely Heart): Henry Twite
- 1945: La rossa dels cabells de foc (Incendiary Blonde): Michael 'Mike' Guinan
- 1945: Duffy's Tavern: Bing Crosby's father
- 1945: Deu negrets (And Then There Were None): Jutge Francis J. Quinncannon
- 1945: The Stork Club: Jerry B. 'J.B.' / 'Pop' Bates
- 1946: Two Years Before the Mast de John Farrow: Dooley
- 1946: Califòrnia (California): Michael Fabian
- 1947: Easy Come, Easy Go: Martin L. Donovan
- 1947: Welcome Stranger: Dr. Joseph McRory
- 1948: The Naked City: Detectiu Tinent Dan Muldoon
- 1948: The Sainted Sisters: Robbie McCleary
- 1948: Miss Tatlock's Millions: Denno Noonan
- 1949: Top o' the Morning: Sergeant Briany McNaughton
- 1949: The Story of Seabiscuit: Shawn O'Hara, Seabiscuit's Trainer
- 1950: Union Station: Inspector Donnelly
- 1951: Silver City: R.R. Jarboe
- 1952: Ha da venì... don Calogero!: Don Calogero
- 1952: The Quiet Man: Michaleen Oge Flynn
- 1954: Happy Ever After: Thady O'Heggarty
- 1956: The Catered Affair: Oncle Jack Conlon
- 1958: Rooney: l'avi
- 1959: Broth of a Boy: Patrick Farrell

## Premis i nominacions

### Premis
- 1945: Oscar al millor actor secundari per Going My Way

### Nominacions
- 1945: Oscar al millor actor per Going My Way
- 1945: Globus d'Or al millor actor secundari per Going My Way